# Kalat al-Dżandal
Kalat al-Dżandal (arab. قلعة الجندل) – wieś w Syrii, w muhafazie Damaszek. W 2004 roku liczyła 3251 mieszkańców. Miejscowość zamieszkiwana jest głównie przez Druzów.